# Formose Mendy
Formose Mendy (Guédiawaye, Senegal, 23 de marzo de 1989) es un futbolista bisauguineano, de ascendencia senegalesa y bisauguineana, y con pasaporte francés, que juega de centrocampista en el Favoritner A. C. de la Austrian Regional League.

## Trayectoria
Se formó en los equipos de fútbol base del Olympique de Lyon y en 2006 fichó por el filial del Racing Club de Lens, donde pasó dos temporadas antes de ser cedido al F. C. Istres Ouest Provence. A comienzos de la campaña 2009-10 fue traspasado a la U. D. Puertollano de la Segunda División B de España. Durante el mercado de invierno de 2010, el Real Madrid C. F. "C" y el Aris Salónica F. C. mostraron su interés por fichar a Mendy, aunque fue el club griego quien pujó más fuerte y llegó a firmar un contrato con el jugador; no obstante, el traspaso no llegó a completarse debido a que en el examen médico le fue detectada una hepatitis. Además, no pudo volver a disputar partidos durante esa campaña debido a que el Puertollano ya había dado de baja su ficha federativa.
De cara a la temporada 2010-11 fichó por el Real Sporting de Gijón "B". Debutó en Primera División con el Real Sporting de Gijón el 25 de febrero de 2012, durante un encuentro disputado en el estadio El Sardinero frente al Real Racing Club de Santander. El 31 de agosto de 2014 rescindió su contrato con el Sporting.
El 29 de septiembre fichó por el Blackpool F. C. inglés, club en el que permaneció hasta abril de 2015, cuando se incorporó al HJK Helsinki. Durante la temporada 2015-16 militó en el Adana Demirspor de la Segunda División de Turquía.

## Selección nacional
Mendy es hijo de emigrantes de Guinea-Bisáu en Senegal, por lo que tiene triple nacionalidad —también tiene la francesa— y el 7 de febrero de 2011 recibió la llamada de la selección bisauguineana para disputar un partido amistoso frente a Gambia.

## Clubes
| Club                        | País       | Año       |
| --------------------------- | ---------- | --------- |
| Racing Club de Lens "B"     | Francia    | 2006-2008 |
| F. C. Istres Ouest Provence | Francia    | 2008-2009 |
| U. D. Puertollano           | España     | 2009-2010 |
| Real Sporting de Gijón "B"  | España     | 2010-2012 |
| Real Sporting de Gijón      | España     | 2012-2014 |
| Blackpool F. C.             | Inglaterra | 2014-2015 |
| HJK Helsinki                | Finlandia  | 2015      |
| Adana Demirspor             | Turquía    | 2015-2016 |
| Alassiouty Sport            | Egipto     | 2017      |
| El Raja S. C.               | Egipto     | 2017      |
| FV 1210 Wien                | Austria    | 2018      |
| F. C. Mauerwerk             | Austria    | 2018-2023 |
| Favoritner A. C.            | Austria    | 2023-2024 |
| SV Würmla                   | Austria    | 2024-     |